# Michèle Peyron
Michèle Peyron (ur. 22 lipca 1961 r. w Nîmes) – francuska polityk reprezentująca partię La République En Marche! W wyborach parlamentarnych w czerwcu 2017 r. została wybrana do francuskiego Zgromadzenia Narodowego, w którym reprezentuje departament Sekwana i Marna.